# Cantaron
Cantaron (in italiano Cantarone, ormai desueto) è un comune francese di 1 209 abitanti situato nel dipartimento delle Alpi Marittime della regione della Provenza-Alpi-Costa Azzurra. I suoi abitanti sono detti Cantaronnais.

## Storia
Il comune di Cantarone, fin dal 1388, ha seguito, con tutta la contea di Nizza, le vicende storiche prima della Contea di Savoia e del Ducato di Savoia, e poi dopo il Congresso di Vienna, dal 1815 al 1860, le sorti del Regno di Sardegna-Piemonte, per essere poi annesso nel 1860 alla Francia.
In lingua nizzarda, secondo Georges Castellana, si dice Cantarùn ed i suoi abitanti sono chiamati lu Cantarunié, da non confondere con la chiocciola o lumaca, in francese escargot, detta lu Cantareu.

## Società

### Evoluzione demografica
Abitanti censiti